# Cascavel
Cascavel város Brazíliában, Paraná államban. Lakosainak száma 348 051 fő (2022). Cascavel Santa Tereza do Oeste, Lindoeste, Catanduvas, São Pedro do Iguaçu, Toledo, Boa Vista da Aparecida, Braganey, Cafelândia, Campo Bonito, Corbélia, Santa Lúcia, Três Barras do Paraná és Tupãssi községekkel határos.

## Népesség
A település népességének változása:
| Lakosok száma | 245 369 | 286 205 | 332 333 | 336 073 | 348 051 |
|               | 2000    | 2010    | 2020    | 2021    | 2022    |